# Paolo Joya
Paolo Joya Ricci (Lima, 1984) es un futbolista peruano. Juega de centrocampista y su equipo actual es Arsenal Lawn Tennis que participa en la Copa Perú.

## Trayectoria
Jugó por varios años en la Universidad Técnica de Cajamarca, sin embargo, sus mejores etapas de jugador fueron en Ayacucho FC donde fue un baluarte en la defensa, anotándole un gol olímpico a Patrick Zubczuk, portero de ese entonces de Universitario de Deportes. Además jugó la Copa Sudamericana, enfrentando a Caracas FC uno de los clubes más populares de Venezuela.
En febrero del 2018 acepta la oferta de Alfredo Salinas para afrontar la Segunda División del Perú, sin embargo a final de temporada desciende de categoría junto a Serrato Pacasmayo.

## Clubes
| Club                            | País | Año         |
| ------------------------------- | ---- | ----------- |
| Deportivo Aviación              | Perú | 2002-2003   |
| E.T.E.                          | Perú | 2004        |
| Sporting Perú                   | Perú | 2004        |
| Unión Buenos Aires (Chorrillos) | Perú | 2005        |
| Atlético Francia                | Perú | 2005        |
| Cooperativa Bolognesi           | Perú | 2006        |
| Hijos de Acosvinchos            | Perú | 2006        |
| Cooperativa Bolognesi           | Perú | 2007        |
| Hijos de Acosvinchos            | Perú | 2008 - 2010 |
| U.T.C.                          | Perú | 2011 - 2013 |
| Ayacucho FC                     | Perú | 2014 - 2017 |
| Alfredo Salinas                 | Perú | 2018        |
| Alianza Atlético                | Perú | 2019 - 2020 |
| Deportivo Coopsol               | Perú | 2020        |
| Unión Huaral                    | Perú | 2021        |
| Alianza Universidad             | Perú | 2022        |
| Cultural Lima                   | Perú | 2023        |
| Arsenal Lawn Tennis             | Perú | 2024 -      |

## Palmarés

### Distinciones individuales
| Distinción                                                                             | Año  |
| -------------------------------------------------------------------------------------- | ---- |
| Incluido en el equipo ideal de la Copa Perú según el portal periodístico DeChalaca.com | 2011 |
| Mejor once de la Liga 2 según la SAFAP                                                 | 2019 |